# Treknow
 (mars 2024).
Treknow est un village des Cornouailles, en Angleterre. Le village fait partie de la paroisse civile de Tintagel.